# Маргарет Мі
Маргарет Урсула Мі (англ. Margaret Ursula Mee; 22 травня 1909, Чешам — 30 листопада 1988, Сіґрейв) — британська художниця ботанічної ілюстрації, яка спеціалізувалася на рослинах з бразильських тропічних лісів Амазонки. Вона також була однією з перших екологів, які звернули увагу на вплив великомасштабного видобутку корисних копалин і вирубки лісів у амазонській низовині.

## Біографія

### Раннє життя
Маргарет Урсула Браун народилася у Вайтгіллі, Чешам, у 1909 році. Вона відвідувала гімназію доктора Чаллонера в Амершамі, а потім Школу мистецтва, науки й торгівлі у Вотфорді. Після короткого періоду навчання в Ліверпулі вона вирішила поїхати за кордон.
Перебуваючи в Берліні в 1933 році, Браун стала свідком підпалу Рейхстагу і подальшого єврейського бойкоту, що підтвердило її ліві погляди. Під час Другої світової війни вона працювала у Гетфілді кресляркою на авіаційному заводі де Гевілленд.

### Особисте життя
Маргарет Браун вийшла заміж за Реджинальда Брюса Бартлетта в січні 1936 року. Як і її чоловік, вона стала відданою профспілковою активісткою та приєдналася до Комуністичної партії. Шлюб з Бартлеттом не був щасливим і після довгої розлуки закінчився розлученням у 1943 році. Пізніше в кінці 1940-х років вона вийшла заміж за Ґревілла Мі, який також відвідував школу мистецтв Святого Мартіна.

### Кар'єра
Після війни Мі вивчала мистецтво в Школі мистецтв Святого Мартіна в Лондоні. У 1950 році вона відвідувала школу мистецтв і ремесел Камбервелла, де навчилася свого стилю ілюстрації, а в 1950 році отримала національний диплом з живопису та дизайну. У 1952 році вона переїхала до Бразилії разом з Ґревіллом Мі, щоб викладати мистецтво в британській школі Сан-Паулу. Її перша експедиція відбулася в 1956 році в Белені в басейні Амазонки. У 1958 році вона стала біологічною ілюстраторкою в Інституті ботаніки Сан-Паулу. Мі створила 400 ілюстрацій гуашшю, 40 скетчбуків та 15 щоденників.

### Смерть
Мі померла 30 листопада 1988 року після автокатастрофи у віці 79 років. У січні 1989 року в Королівських ботанічних садах у К'ю відкрилася споруда на честь її життя, ботанічної роботи та екологічної кампанії.
Мі подорожувала до Вашингтона, округ Колумбія, США, у 1964 році та ненадовго до Англії в 1968 році для виставки та публікації її книги «Квіти бразильських лісів» (англ. «Flowers of the Brazilian Forests»). Вона читала лекцію у Вашингтоні, округ Колумбія, США, у 1967 році . Маргарет Мі повернулася до Бразилії та приєдналася до протестів, щоб привернути міжнародну увагу до вирубки лісів в регіоні Амазонки.

## Визнання

### Нагороди
- Орден Британської імперії
- Орден Південного Хреста

## Вибрана бібліографія
- Mee, Margaret (1968). Flowers of the Brazilian Forests. The Tryon Gallery. ISBN 978-0-902189-02-7
- Mee, Margaret, Smith, Lyman (1969). Bromélias brasileiras. Barnes. ISBN 0-498-06887-0
- Mee, Margaret (1988). Margaret Mee in Search of the Amazon Forests: Diaries of an English Artist Reveal the Beauty of the Vanishing Rainforests. Woodbridge: Nonesuch Expeditions. ASIN B000U8X9UK
- Mee, Margaret, Stiff, Ruth (1997). Margaret Mee: Return to the Amazon. Natural Wonders Press. ISBN 1-905377-06-1
- Mee, Margaret (1998). Flowers of the Amazon. Pomegranate Europe Ltd. ISBN 1-56640-043-0
- Mee, Margaret (2006). The Flowering Amazon: Margaret Mee Paintings from the Royal Botanic Gardens, Kew. Natural Wonders Press. ISBN 1-905377-06-1